# George Howard (guvernör)
George Howard, född 21 november 1789 i Annapolis, Maryland, död 2 augusti 1846 i Howard County, Maryland, var en amerikansk politiker. Han var guvernör i delstaten Maryland 1831–1833.
George Howard föddes som son till Marylands guvernör John Eager Howard och födelseplatsen var Marylands guvernörsresidens i Annapolis. År 1811 gifte han sig med Prudence Gough Ridgely och som bröllopsgåva från brudgummens far fick de ett landområde i närheten av Woodstock. Howard var aktiv inom nationalrepublikanerna, vilka var motståndare till Andrew Jackson. Han var vän med Daniel Martin och de hade ett nära samarbete under Martins tid som guvernör. Martin avled 1831 i ämbetet och efterträddes av Howard. Som guvernör företrädde Howard en aktiv utbildningspolitik och profilerade sig som lotterimotståndare. Efter Whigpartiets grundande gick Howard med i det partiet och var elektor i 1836 och 1840 års presidentval.
Anglikanen Howard avled 56 år gammal i Howard County och gravsattes på Old St. Paul's Cemetery i Baltimore.